# 크락 데 슈발리에
크락 데 슈발리에(Crac des Chevaliers, IPA: [kʁak de ʃəvaˈlje])는 매우 견고하고 아름다운 성으로 팔미라와 더불어 시리아 최고의 관광지이다.
1031년 홈스(Homs)의 군주에 의해 내부성이 건설되었고, 12세기 십자군이 점령하여 지금의 모습으로 확장 공사를 했고 외벽을 쌓아 1170년 완공하였다. 맘루크 왕조가 아라비아 반도 전역을 점령할 시 술탄 바이바르스에 의해 이곳도 1271년 3월 3일부터 4월 8일까지 한 달에 걸쳐 포위와 공격을 받다 지원 세력을 받지 못하던 십자군의 항복으로 넘어갔다. 성의 정문 입구 위쪽 벽에 아랍어로 씐 글이 있는데 술탄 바이바르스의 용맹성에 대해 극찬한 내용이라 한다.
성은 2개의 구역으로 나뉘는데 하나는 마굿간과 타워가 있는 외곽 성벽이고 나머지는 안쪽 가파른 언덕 위에 세워진 성이다. 외벽과 내벽 사이에는 깊은 도랑이 파여 있는데 이전에는 빗물을 저장하여 물로 가득 차 있었다고 한다. 물은 적의 침략으로부터 보호도 하고 군마를 위해 사용되었다. 마굿간은 물과 먹을 것을 주던 구유 모습의 형태가 아직도 남아 있다. 원형의 남서 타워(south-west tower)는 포를 넣는 구멍으로 몰려오는 적들을 바라볼 수 있다. 성벽의 꼭대기에서는 아찔한 높이와 함께 주위의 전경을 만끽할 수 있다.

## 같이 보기
- 위험에 처한 세계유산

## 참고 자료
- 이 문서에는 다음커뮤니케이션(현 카카오)에서 GFDL 또는 CC-SA 라이선스로 배포한 글로벌 세계대백과사전의 내용을 기초로 작성된 글이 포함되어 있습니다.